# Vanilla
Vanilla es una flor perteneciente al género de orquídeas con alrededor de 110 especies distribuidas por todas las regiones tropicales y subtropicales: América tropical, Asia tropical y África Occidental. Las plantas y sobre todo sus frutos son conocidos comúnmente como vainillas. La especie más conocida es la Vanilla planifolia, de la que se extrae la vainilla. Es la única especie de orquídea cultivada para el uso industrial; utilizada como saborizante en alimentos y bebidas y como aromatizante en cosmética.

## Descripción
Las especies del género Vanilla son plantas monopodiales terrestres o hemiepifitas, de hábitos trepadores que llegan a alcanzar más de 36 m con hojas alternas que se extienden por toda su longitud. 

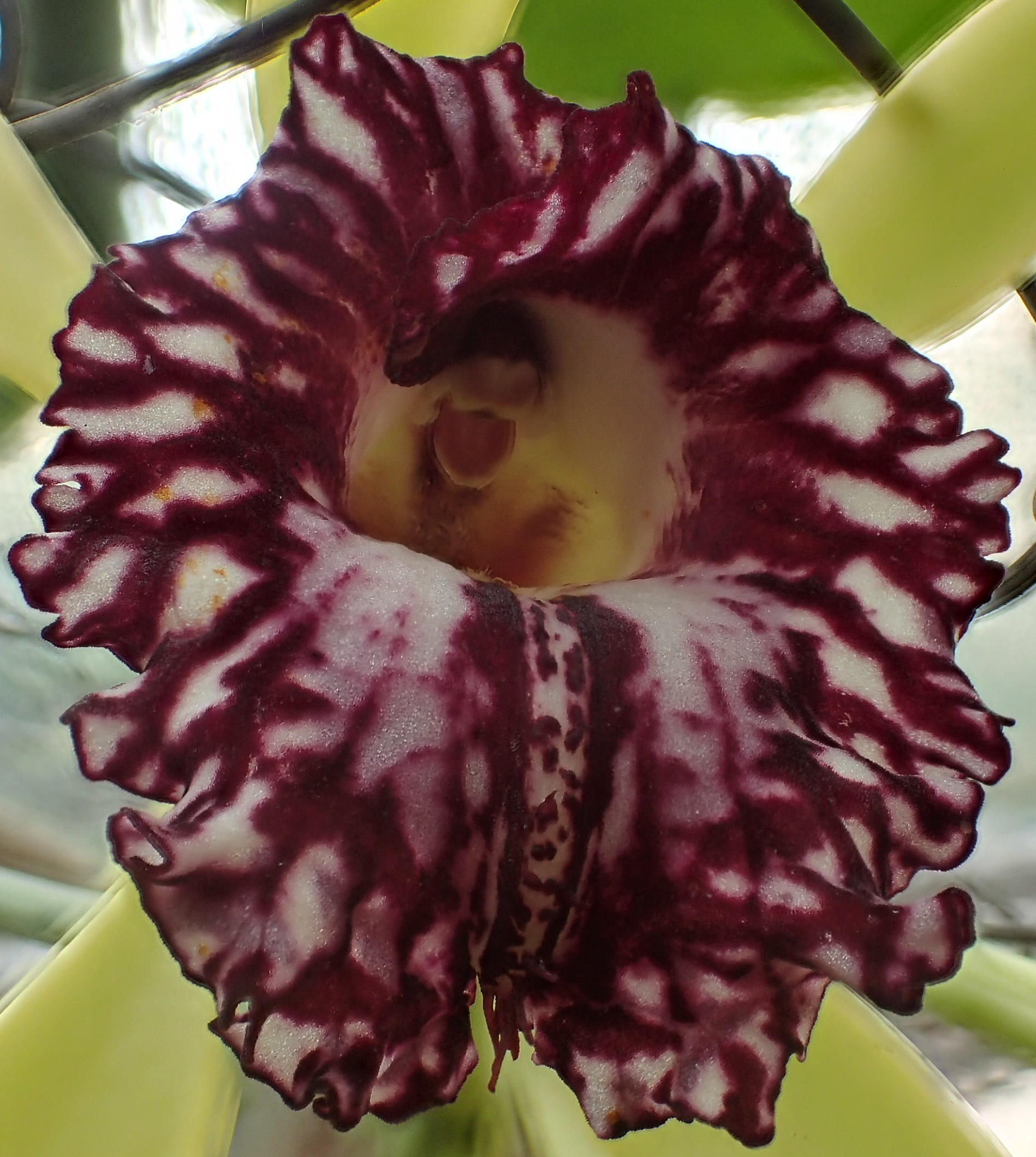
Flor de Vanilla ochyrae

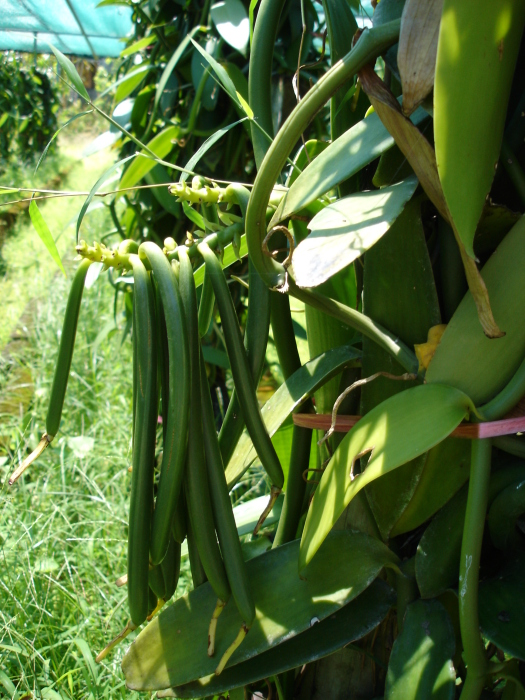
Fruto aún verde en Vanilla fragans

### Hojas
Las hojas son de color verde oscuro; dísticas, oblongas, de margen entero, lisas por ambas caras, coriáceas o carnosas, ligeramente apuntadas. La savia es irritante, provoca en la piel quemaduras y picores persistentes.
En lo respectivo al tamaño, son tres veces más largas que anchas y pueden medir unos 55 cm.
Sin embargo, existe un significativo número de especies cuyas hojas se han reducido a escamas o están desprovistas, casi o totalmente de ellas y utilizan sus tallos reptantes para la fotosíntesis.
Poseen largas y fuertes raíces aéreas que nacen de cada nódulo y que permiten a la vainilla aferrarse a su soporte o, en caso de corte, enraizarse.

### Flores
Las inflorescencias racemosas son flores de corta duración que surgen sucesivamente sobre cortos pedúnculos de las axilas de las hojas o escamas. Están agrupadas en pequeños ramilletes de 8 o 10 y aunque cada racimo puede contener hasta 100 flores, generalmente no sobrepasa la veintena.
Son flores bastante grandes y atractivas, la mayoría con una dulce fragancia, con 3 sépalos y 3 pétalos de colores. Los colores de estos pasan por el blanco, verde, verdoso, amarillo, amarillo pálido o crema, poseyendo siempre la estructura clásica de una orquídea (a pesar de su estructura tan regular).
Cada flor se abre por la mañana y se cierra al atardecer; posteriormente, se marchita, haya sido polinizada o no.

### Labelo
El labelo es de forma tubular y rodea la larga e hirsuta columna abriéndose como una campana en el ápice. La antera se encuentra al final de la columna y cuelga sobre el estigma separada por el rostellum. La floración surge solamente cuando la flor se ha desarrollado por completo.

### Fecundación
Las flores se autofertilizan, pero la fecundación natural precisa de la intervención de polinizadores, insectos especializados, únicamente presentes en los densos bosques de América Central, de los que proviene originariamente el género.
A este tipo pertenecen insectos tales como abejas y ciertos colibríes, que obtienen su néctar y efectúan la polinización. Concretamente, dentro de las abejas, se puede considerar a las de la tribu Euglossini, principalmente a la especie Euglossa viridissima, así como en menor medida Eulaema cingulata. Entre las del género Melipona, destaca Melipona beecheii, considerada durante una época como las fecundadoras de Vanilla, aunque hoy en día son descartadas por muchos entomólogos. De todos modos, la polinización manual es el mejor método en el cultivo comercial de la vainilla.

### Fruto
Tras la fecundación, el ovario, que cumplía la función de pedúnculo en la base de la flor, se transforma dando lugar al fruto. Se trata de una cápsula alargada, una vaina carnosa que cuelga, y que alcanza una longitud media de 12 a 25 centímetros. Madura gradualmente (de 8 a 9 meses tras la floración), tornándose negra con el tiempo y despidiendo un fuerte aroma. Las vainas frescas y todavía sin olor poseen un diámetro de entre 7 y 10 milímetros. Contienen miles de minúsculas semillas que serán liberadas al estallar los frutos cuando estén maduros si no se ha ido a recogerlos cuando aún estaban verdes (interesa recoger la vaina para elaborar el saborizante).
La especie Vanilla planifolia es prácticamente la única orquídea que se utiliza con fines industriales (en las industrias alimentaria y cosmética).

## Distribución y hábitat

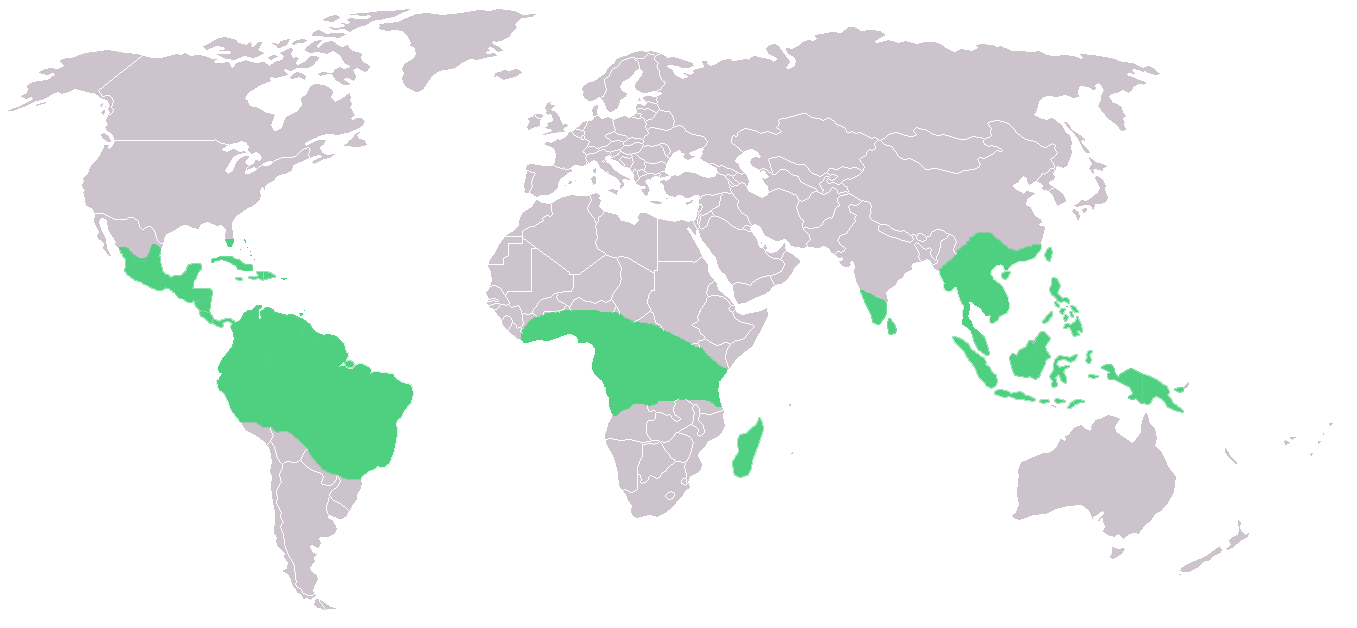
Distribución de zonas donde se cultivan las plantas del género Vanilla

Los miembros de este género viven en las zonas bajas de las pluviselvas. Ya eran reproducidas por esquejes antes de la llegada de los conquistadores españoles a México y Guatemala. Además, casi la totalidad de las raíces, incluso aquellas que nacen silvestres (se dan en libertad), son clones de otras que provienen de explotaciones actuales o bien de cultivos abandonados.
La zona natural de la cual es originaria Vanilla planifolia es mal conocida. Se extendería sobre una amplia región que comprendería partes del sur de México, Guatemala, Belice y Honduras; pero se habría vuelto muy difícil de encontrar en un estado realmente silvestre. Por eso, tan sólo una treintena de raíces, además muy dispersas, son actualmente identificadas como tales.
Principalmente, la vainilla es conocida como una especia que se cultiva. Y es la historia de esta especia la que ha ayudado a difundir el cultivo, y a que se dé la planta en la mayor parte de las pluviselvas donde actualmente se encuentra.

## Especies
Junto a cada especie aparece la zona donde se produce.
- Vanilla abundiflora (Borneo).
- Vanilla acuminata (Gabón).
- Vanilla acuta (N. de Sudamérica).
- Vanilla africana (O. & centro de África tropical).
- Vanilla albida (Taiwán, Indo-China a Malasia).
- Vanilla andamanica (Isla de Andaman).
- Vanilla angustipetala (Brasil - São Paulo).
- Vanilla annamica (Sur de China central a Vietnam).
- Vanilla aphylla (Assam to Java).
- Vanilla appendiculata (Guyana).
- Vanilla bahiana (Brasil - Bahía).
- Vanilla bakeri (Cuba).
- Vanilla bampsiana (Zaire central).
- Vanilla barbellata (S. de Florida a Caribe).
- Vanilla barrereana (Guyana francesa).
- Vanilla bertoniensis (Paraguay).
- Vanilla bicolor (Caribe a N. & O. de Sudamérica).
- Vanilla borneensis (Borneo).
- Vanilla bradei (Brasil - São Paulo).
- Vanilla calopogon (Filipinas - Luzon).
- Vanilla calyculata (Colombia).
- Vanilla carinata (Brasil).
- Vanilla chalottii (Gabón).
- Vanilla chamissonis (French Guiana to NE. Argentina).
- Vanilla claviculata (Caribe).
- Vanilla columbiana (Colombia).
- Vanilla correllii (Bahamas).
- Vanilla coursii (Madagascar).
- Vanilla cristagalli (Norte de Brasil).
- Vanilla cristatocallosa (Guyana to Norte de Brasil).
- Vanilla cucullata (Camerún).
- Vanilla decaryana (Suroeste de Madagascar).
- Vanilla denticulata (Brasil)
- Vanilla diabolica (Indonesia - Sulawesi).
- Vanilla dilloniana (Sur de Florida a Caribe).
- Vanilla dubia (Brasil - Minas Gerais).
- Vanilla duckei (Brasil).
- Vanilla dungsii (Brasil).
- Vanilla edwallii (Brasil to Argentina) .
- Vanilla fimbriata (Guyana).
- Vanilla francoisii (Noreste de Madagascar).
- Vanilla gardneri (Brasil).
- Vanilla giulianettii (Nueva Guinea).
- Vanilla grandiflora (Sur de América tropical).
- Vanilla grandifolia (Príncipe a Zaire).
- Vanilla griffithii (Oeste de Malasia).
- Vanilla hallei (Gabón).
- Vanilla hamata (Perú).
- Vanilla hartii (América Central).
- Vanilla havilandii (Borneo).
- Vanilla helleri (América Central).
- Vanilla heterolopha (Gabón).
- Vanilla hostmannii (Suriname).
- Vanilla humblotii (Comoros).
- Vanilla imperialis (Oeste del África tropical a Tanzania y Angola).
- Vanilla inodora (México a América Central).
- Vanilla insignis (Honduras).
- Vanilla kaniensis (Nueva Guinea).
- Vanilla kempteriana (Nueva Guinea).
- Vanilla kinabaluensis (Pen. de Malasia a Borneo).
- Vanilla latisegmenta (Guyana).
- Vanilla leprieurii (Guyana francesa).
- Vanilla lindmaniana (Brasil - Mato Grosso).
- Vanilla madagascariensis (Norte y Noroeste de Madagascar).
- Vanilla marowynensis (Surinam).
- Vanilla methonica (Colombia).
- Vanilla mexicana (Sur de Florida, México a América tropical).
- Vanilla moonii (Sri Lanka).
- Vanilla nigerica (Sur de Nigeria a Camerún).
- Vanilla ochyrae (Camerún).
- Vanilla odorata (Sur de México a América tropical).
- Vanilla organensis (Brasil - Río de Janeiro).
- Vanilla ovalis (Filipinas).
- Vanilla ovata (Guayana francesa).
- Vanilla palembanica (Sumatra).
- Vanilla palmarum (Cuba, Sur de América tropical).
- Vanilla parvifolia (Sur de Brasil a Paraguay).
- Vanilla penicillata (Venezuela) .
- Vanilla perexilis (Paraguay).
- Vanilla perrieri (Noroeste de Madagascar).
- Vanilla phaeantha (Sur de Florida a Caribe, América Central).
- Vanilla phalaenopsis (Seychelles).
- Vanilla pierrei (Indo-China).
- Vanilla pilifera (Assam a Borneo).
- Vanilla planifolia (Sur de Florida a Caribe, México a Paraguay).
- Vanilla platyphylla (Indonesia - Sulawesi).
- Vanilla poitaei (Caribe).
- Vanilla pompona Schiede (Caribea).
- Vanilla polylepis (Kenia a Sur de África tropical).
- Vanilla porteresiana (Guayana francesa).
- Vanilla purusara (Brasil).
- Vanilla ramosa (Ghana a Tanzania).
- Vanilla ribeiroi (Brasil - Mato Grosso).
- Vanilla rojasiana (Paraguay a Noreste de Argentina).
- Vanilla roscheri (Etiopía a Noreste KwaZulu-Natal).
- Vanilla ruiziana (Perú).
- Vanilla schwackeana (Brasil - Minas Gerais).
- Vanilla seranica (Maluku - Seram).
- Vanilla seretii (Centro oeste de África tropical).
- Vanilla siamensis (China - Sur de Yunnan a Tailandia).
- Vanilla sprucei (Colombia).
- Vanilla sumatrana (Sumatra).
- Vanilla surinamensis (Surinam).
- Vanilla tahitensis (Tahití)
- Vanilla trigonocarpa (Costa Rica a Norte de Brasil.)
- Vanilla uncinata (Norte de Brasil).
- Vanilla utteridgei (Oeste de Nueva Guinea).
- Vanilla vellozii (Brasil).
- Vanilla walkeriae (Sur de India, Sri Lanka).
- Vanilla wariensis (Nueva Guinea).
- Vanilla weberbaueriana (Perú).
- Vanilla wightii (Suroeste de India).

## Nombre y etimología
En la mayoría de las lenguas, se designa a la vainilla por nombres fonéticamente parecidos: vanilla en inglés, wanilia en polaco, vanilj en sueco, vanille en francés. La vainilla es un fruto tropical, procedente en su gran mayoría del Caribe.
Etimológicamente, el nombre correspondiente a los otros idiomas viene del español vainilla. Este a su vez deriva de la palabra latina vaina y quiere ser un diminutivo de vaina o cáscara alargada.